# Sigaracipta
Sigaracipta is een bestuurslaag in het regentschap Bandung van de provincie West-Java, Indonesië. Sigaracipta telt 7715 inwoners (volkstelling 2010).